# 長森稲荷社

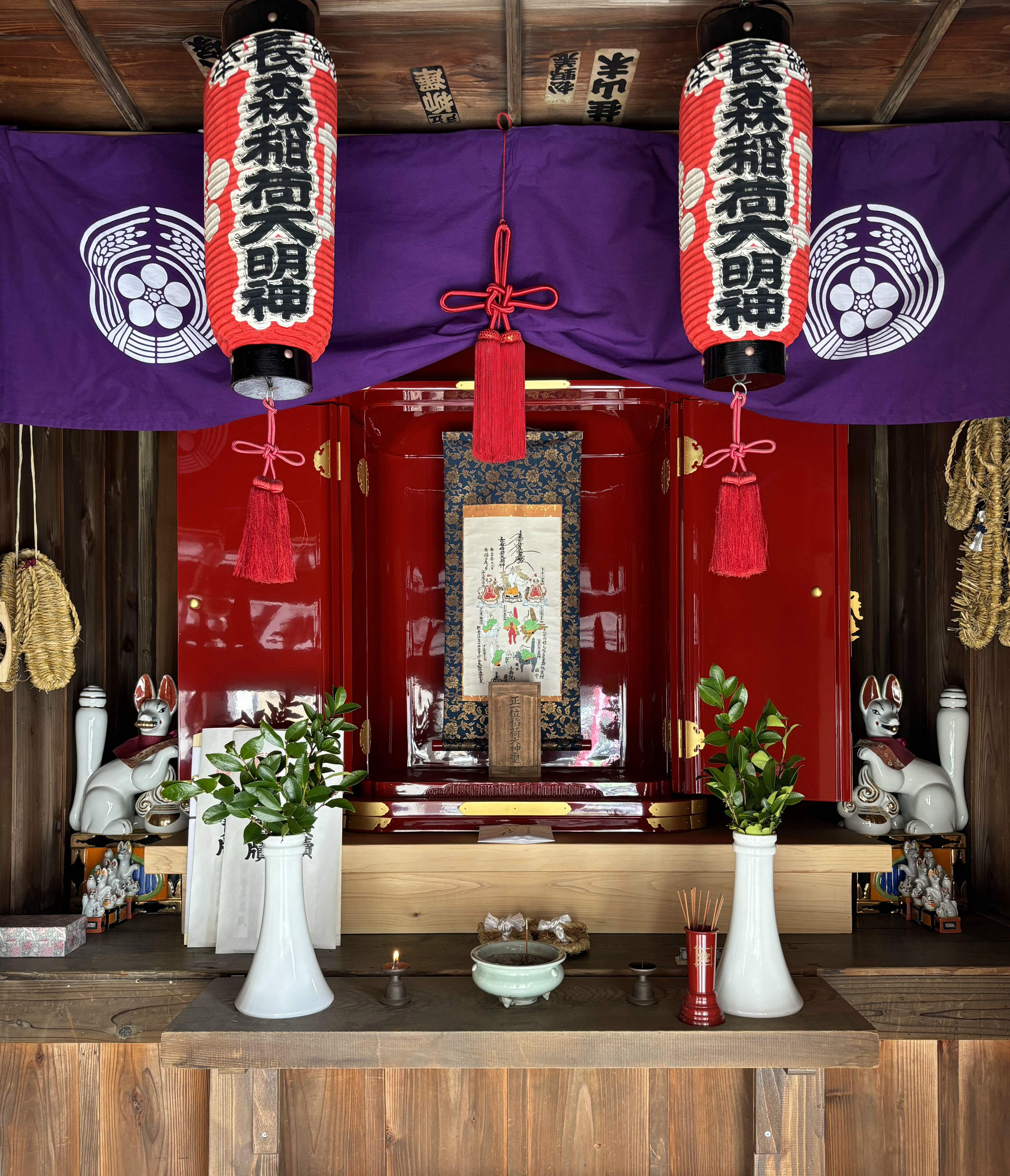
社殿内部

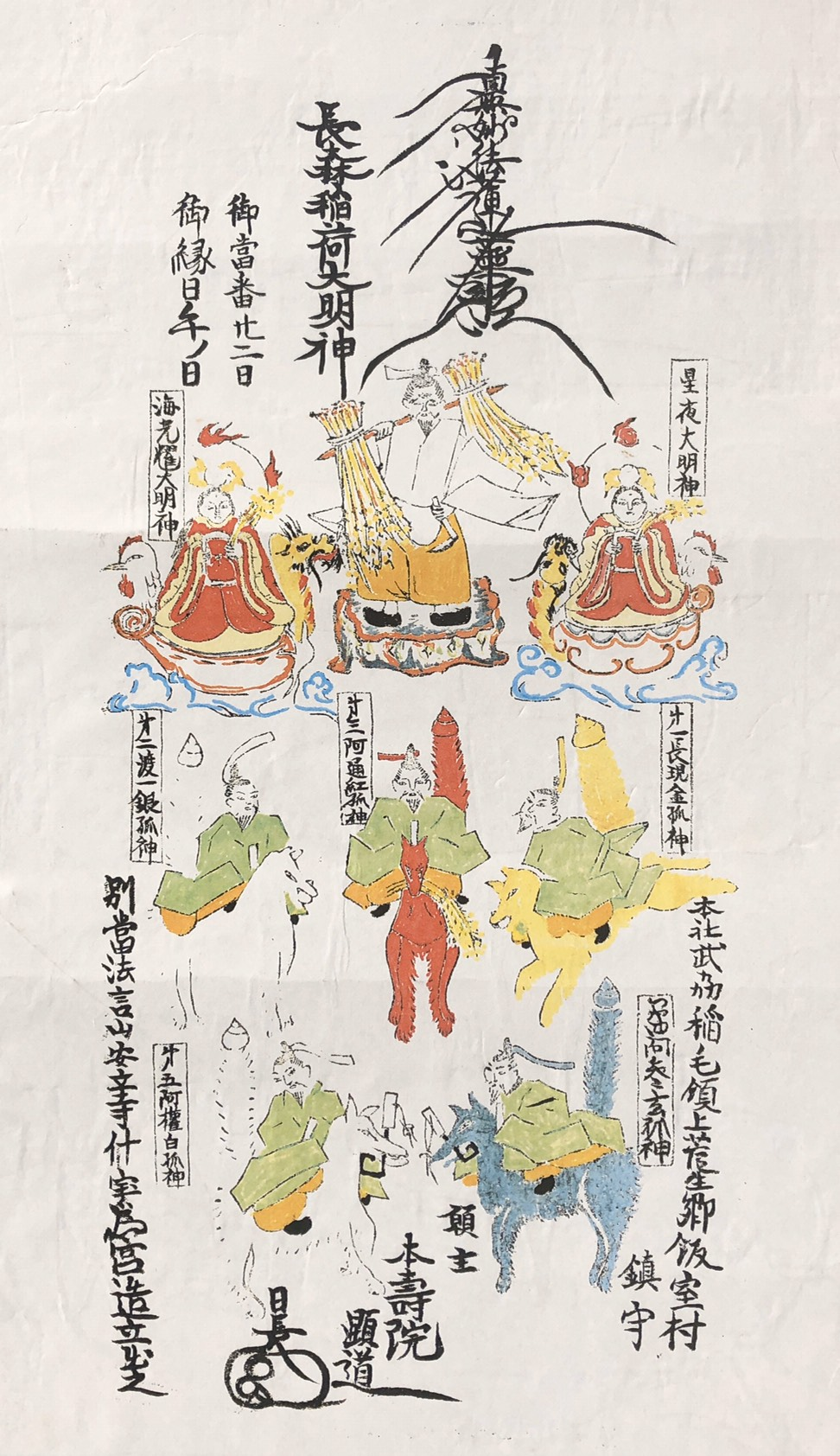
神体(複写版)

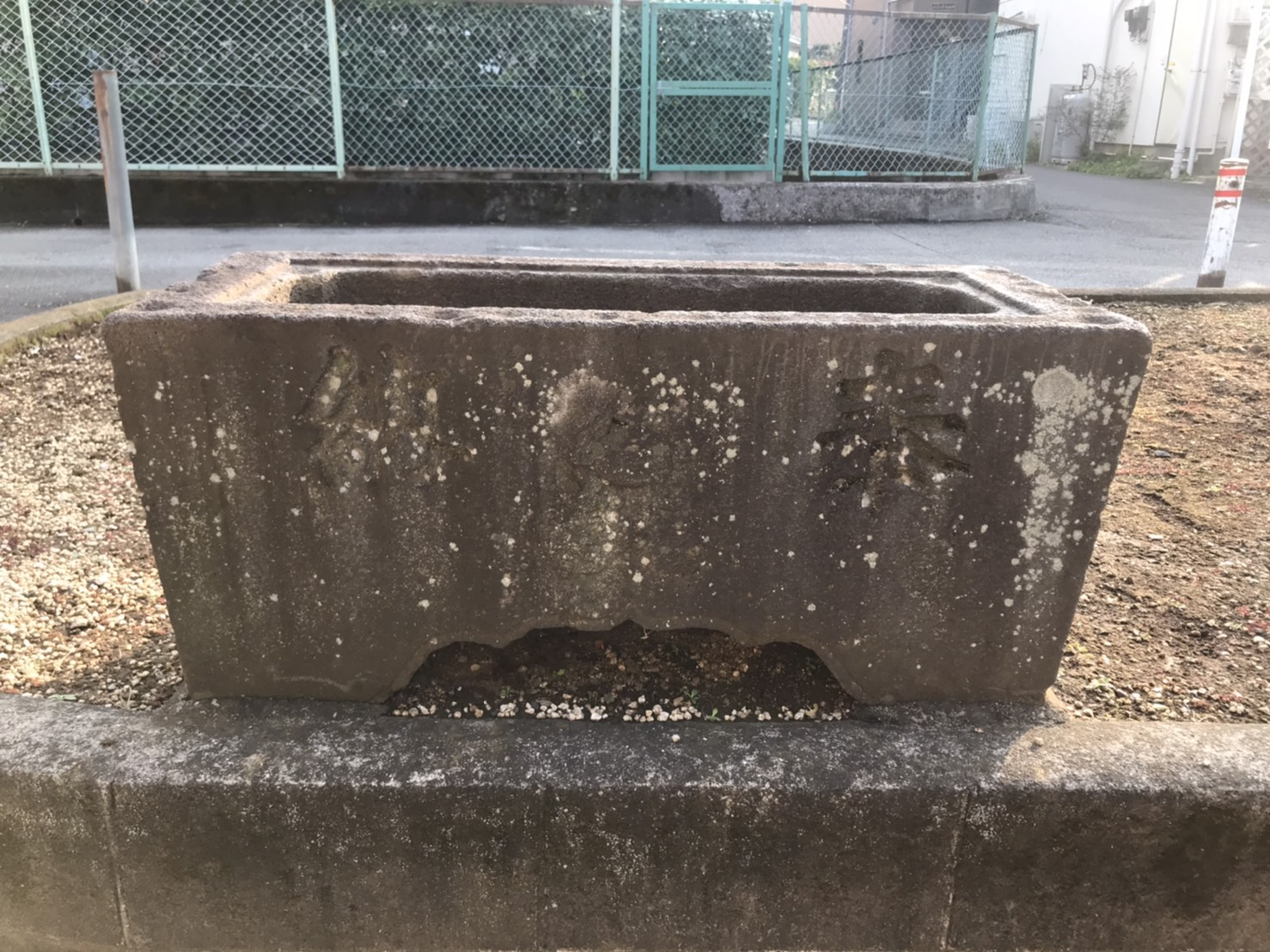
手水盤

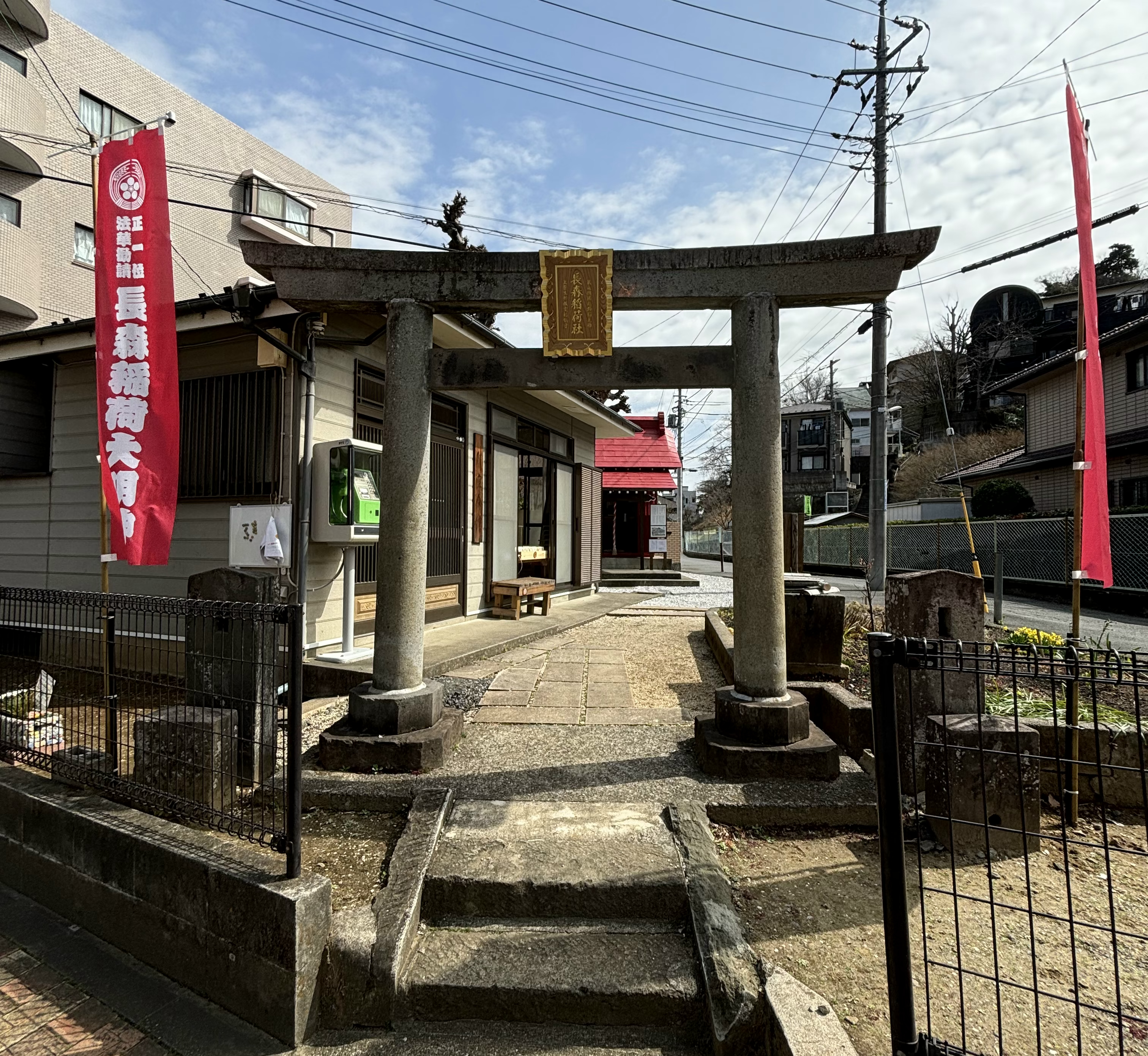
鳥居・幟立て

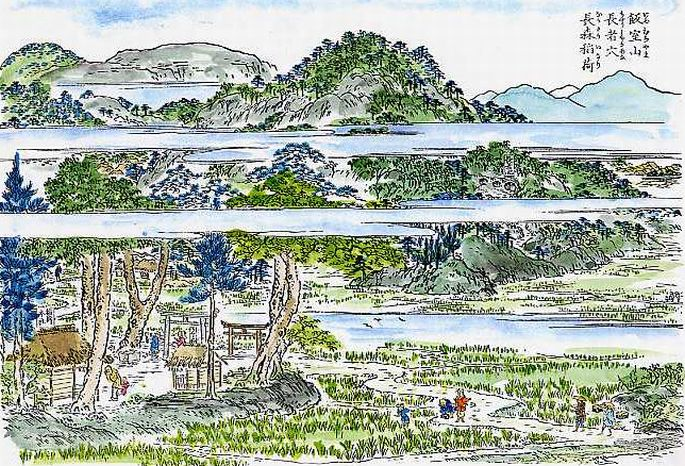
『江戸名所図会』「飯室山・長者穴・長森稲荷」絵：長谷川雪旦　彩色：西尾忠久

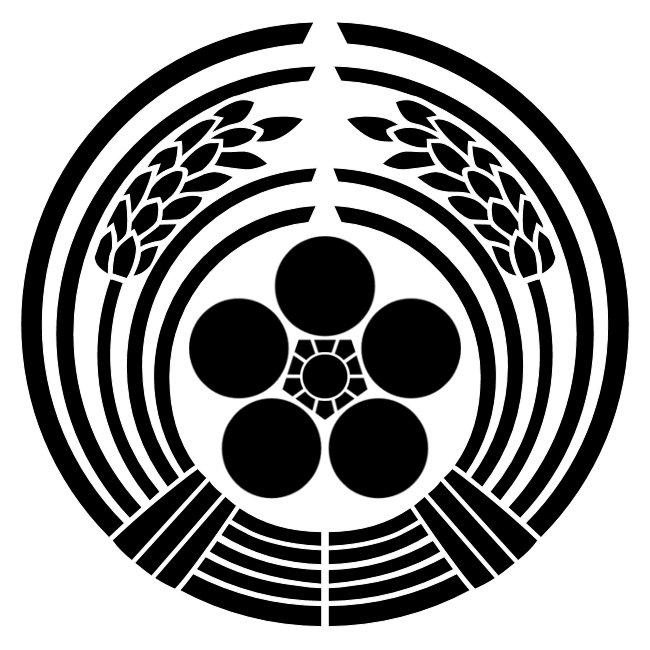
社紋:抱き稲に梅鉢紋

長森稲荷社（ながもりいなりしゃ）は、神奈川県川崎市多摩区にある法華神道系の神社。神仏分離が行われた後も別當寺の日蓮宗法言山安立寺によって祭祀が行われており、従って神社本庁には所属していない。境内は安立寺の開基檀越家・佐伯家の敷地で、社殿等は氏子講中である長森稲荷講によって護持されている。なお、祈願・朱印等は安立寺にて受け付けている。

## 祭神
主神
- 長森稲荷大明神

配神
- 海光耀大明神
- 星夜大明神

眷属
- 長現金狐神
- 渡一銀狐神
- 阿通紅狐神
- 阿參玄狐神
- 阿權白狐神

## 歴史
『江戸名所図会』　及び『新編武蔵風土記稿』　の記述を踏まえ、長森稲荷社では次のような縁起を定めている。
この時から安立寺が長森稲荷社の別當寺となり、歴代住持職が別當職を兼務し今日に至っている。なお、中原与兵衛刻と伝えられる神体は安立寺庚申堂の三十番神の一として納められている。

## 境内
社殿（本殿）
佐伯助五郎重真によって寄進された境内に建立されている。現在の社殿は昭和26年（1951年）10月に改築されたもので約1間四面の朱塗り向拝別流造である。殿内には重真が奉納した巻物図像形式の神体を祀っており、この巻物には主神である長森稲荷大明神の他に、配神として海光耀大明神・星夜大明神が、眷属として長現金狐神・渡一銀狐神・阿通紅狐神・阿參玄狐神・阿權白狐神が、それぞれ描かれている。また神体を納める朱塗りの厨子は安立寺本堂に祀られている祖師像を納めていたものと考えられ、明治5年（1872年）11月22日に第11代別當・玄薩院日應によって奉納された。その後、令和5年（2023年）11月22日に第22代別當・玄明院日燈（木田隆正）によって社殿及び厨子の修繕が行われた。
手水盤
安政3年（1856年）2月初午の寄進。奉納主は新橋の大和屋直吉・糸屋喜兵衛・東屋吉五郎と赤坂の大塚屋久治郎・山本半兵衛・橋本長吉・東屋熊次郎等の商人衆であり、江戸府内からも多くの参詣者があった事が窺える。
鳥居
明治26年（1893年）1月に建立された石造の明神鳥居。 左柱の藁座に“信徒世話人/稲田村宿河原 城所駒太郎/仝 大津福太郎/仝登戸 廣澤六右エ門/仝菅 西山源八/向丘村稗原 藤田源右エ門/生田村栗谷 岸喜三郎”銘が、右柱の藁座に“田所/發起人/佐伯美佐太/仝 妻 マス/社世話人/佐伯孫三郎/佐伯勘次郎 代”銘が、それぞれ刻まれており、当時は安立寺の全檀信徒を始めとする近在の住人が長森稲荷講の講中として所属していた事が分かる。
幟立て
明治38年（1905年）2月初午の建立。右の幟立てに“東京市芝區愛宕下町四ノ一/海軍省御用製絹業/太田衛/妻 とく/倅 義雄”銘がある。

## 歴代別當
| 歴代 (安立寺歴代) | 法号 （俗姓・道号）   | 命日（享年［数え年］）             | 経歴 |
| ----------------- | --------------------- | ---------------------------------- | --- |
| 遷座              | 日現                  |                                    | |
| 初代 (10世)       | 妙成院日朝            | 宝暦4年（1754年）11月19日          | |
| 2代 (11世)        | 泰明院日盛            | 安永5年（1776年）1月5日            | |
| 3代 (12世)        | 玄了院日明            | 明和8年（1771年）8月9日            | |
| 4代 (13世)        | 諦壽院日身            | 天明7年（1787年）11月3日           | |
| 5代 (14世)        | 正壽院日命            | 文化元年（1804年）2月27日          | 妙玄山実相寺（東京都大田区池上） 18世 |
| 6代 (15世)        | 專行院日自            | 享和2年（1802年）2月27日           | |
| 7代 (16世)        | 良知院日誠            |                                    | |
| 8代 (17世)        | 體善院日達            | 文化10年（1813年）6月14日          | 惺誉山蓮慶寺（東京都調布市布田） 34世 |
| 9代 (18世)        | 慈宣院                |                                    | |
| 10代 (19世)       | 舜孝院日勇            | 文久2年（1862年）7月20日           | 東山檀林 妙慧山善正寺（京都府京都市左京区） 434世能化 法受山妙厳寺（千葉県夷隅郡大多喜町） 30世 |
| 11代 (20世)       | 玄薩院日應            | 明治13年（1880年）2月2日（54歳）   | 東山檀林 妙慧山善正寺（京都府京都市左京区） 628世能化 円教山妙慶寺（静岡県静岡市清水区） 29世 |
| 12代 (21世)       | 義守院日慈            |                                    | 廣布山覺源院（東京都大田区池上） 48世 |
| 13代 (22世)       | 玄諦院日庸 (新野日庸) | 明治28年（1895年）1月18日          | 法布山妙廣寺（新潟県柏崎市旧広田） 29世 妙布山松涼寺（新潟県小千谷市寺町） 13世 |
| 14代 (23世)       | 信立院日清 (矢田日清) | 明治29年（1896年）10月14日         | |
| 15代 (23世)       | 妙勇院日健 (西田潮學) | 大正14年（1925年）7月26日          | 高野山本勝寺（千葉県松戸市河原塚） 歴世 一楽山清雲寺（静岡県伊豆市土肥） 36世 |
| 16代 (25世)       | 戒全院日要 (西村戒全) | 大正3年（1914年）1月19日（40歳）   | 喜昇山本成院（東京都大田区池上） 55世 慈性山安立院（東京都大田区池上） 47世か 雪谷山長慶寺（東京都大田区東雪谷） 45世                                                                                             |
| 17代 (26世)       | 梵行院日曻 (水野智圓) | 大正14年（1925年）3月21日（76歳）  | 法乗山蓮妙寺（東京都浅草区永住町） 歴世 長光山妙仙寺（神奈川県横浜市神奈川区） 39世 長藤山妙善寺（神奈川県藤沢市藤沢） 29世 超八山本覺坊（静岡県伊豆市八木沢） 歴世 潮見台教会（神奈川県川崎市宮前区） 三開山の一 |
| 18代 (27世)       | 玄清院日榮 (勝呂淵靜) | 昭和6年（1931年）4月29日（59歳）   | 法性山三光寺（静岡県沼津市戸田） 24世 |
| 19代 (28世)       | 玄妙院日淵 (勝呂淵妙) | 昭和47年（1972年）10月13日（69歳） | 一楽山清雲寺（静岡県伊豆市土肥） 39世 |
| 20代 (29世)       | 玄壽院日澄 (勝呂淵澄) |                                    | |
| 21代 (30世)       | 是心院日修 (木田隆進) | 平成22年（2010年）10月9日（67歳）  | 日蓮宗米国別院（アメリカ合衆国カルフォルニア州ロサンゼルス市） 9世 寳光一心教会（神奈川県横浜市中区） 2世 立正同心教会（神奈川県横浜市中区） 中興6世                                                              |
| 22代 (31世)       | 玄明院日燈 (木田隆正) |                                    | 寳光一心教会（神奈川県横浜市中区） 4世 |

## 年中行事
- 毎月22日：例祭
- 2月初午：初午大祭
- 9月下旬～10月上旬：御神田抜穂祭
- 10月中旬：秋季大祭

## 交通
- 小田急小田原線向ヶ丘遊園駅から徒歩5分
- 小田急小田原線・JR南武線登戸駅から徒歩15分
- 東名高速道路東名川崎ICから車で10分
- 第三京浜道路京浜川崎ICから車で25分

## 近隣施設
- 別當寺 法言山安立寺　徒歩5分
- 生田緑地枡形地区 日本民家園・岡本太郎美術館　徒歩5分

## 脚註
1. ↑  該当箇所は参考文献を参照の事。原文翻刻（判読の便宜上、適宜句読点等を付してある）は次の通り。
“同所四丁計を隔てゝ、菅生村府中往来の街より右の方、蒼林の中にあり。同所日蓮宗安立寺奉祀せり。祭神 長森稲荷明神・右 星夜明神・左 海光耀明神 眷属の神 長現金狐神・渡一銀狐神・阿通紅狐神・阿參玄狐神・阿權白狐神 以上、五神。相傳、元禄十年伊豫國宇和島の浪人・相馬左仲といへる者の花洛にありし頃、鳥羽縄手にて一人の美女に逢ふ。其美女の云く「我は伏見藤森長森明神の臣・渡一銀狐神と称せり」とて霊示あり。翌る十一年の夏四月二十日、又神告あるに任せ江戸に至り麻布日が窪に住る中原与兵衛といふ者の家に勧請なし大に奇瑞靈驗あり。然に正德五年の夏の頃左仲没するの後、一子・加藤次といへる者、此御神を譲請けて篤信す。終に元文五年十一月、安立寺の主僧・日現上人、此地に迁しまゐらせて法蕐勧請の御神となせり。中原与兵衛が婿なりける有隅次兵衛といふ人、此神を篤信し稲穂・銀封・伽羅等を感得せし奇瑞あり。今ことごとく安立寺に収めて宝物とす。”
2. ↑  該当箇所は参考文献を参照の事。原文翻刻（判読の便宜上、適宜句読点等を付してある）は次の通り。
“字榎戸の内、百姓善蔵が持地の内にあり。神體は木像にして長五寸ばかり。善蔵が外祖父某は江戸青山に住めりと云。それが彫刻せしなりとぞ。縁起一巻あり。元文五年十一月安立寺の僧・日現、ここに勧請すといへり。”
3. ↑  『江戸名所図会』では“相馬左仲が感得し麻布日が窪の住人・中原与兵衛宅で勧請された長森稲荷大明神は、左仲が没した後に一子・相馬加藤次に譲られ、それが後に安立寺の僧・日現によって当地に遷座された。なお中原与兵衛の婿・有隅次兵衛が感得した稲穂・銀封・伽羅等も安立寺に納められ宝物となった。”と記されており、『新編武蔵風土記稿』では“長森稲荷大明神は善蔵の所有地に勧請されており、神体は五寸ばかりの木像で江戸青山に住む善蔵の外祖父（母方の祖父）が彫刻したものである。安立寺の僧・日現によって当地に遷座された。”と記されている。この2つの記述を総括すると“善蔵の母の父”とは“中原与兵衛”の事を指すと推察されるが、このように仮定すると一つの問題が発生する。
中原与兵衛には“有隅次兵衛の妻”となった娘と“善蔵の母”となった娘の計2人の娘がいる事になる。与兵衛が長森稲荷大明神を自宅に勧請したのが元禄11年（1698年）であり、当地に遷座されたのが元文5年（1740年）11月である事から、“善蔵の母”はこの時代に生きた人物であると推察されよう。ところが、長森稲荷社の別當寺・安立寺所蔵「大過去帳」の記述によれば、善蔵の母「佐伯源内吉實 内室（智聞院殿妙龍日住大姉）」は文政3年（1828年）3月2日に亡くなっており、明らかに世代が違う。因みに善蔵の父・佐伯源内吉實（幡龍院殿千丈日雄居士）の生年は享保17年（1732年）であり、長森稲荷大明神が遷座された当時は満8歳である。従って『新編武蔵風土記稿』に記されている“善蔵が外祖父”という記述は誤りであると考えられる。
以上のような点から、長森稲荷社では中原与兵衛の外孫（娘の子）を佐伯善蔵吉久（本相院殿淨圓日丈居士）ではなく佐伯助五郎重真（本壽院殿顕道日長居士）としている。根拠として、第一に遷座された元文5年（1740年）11月当時の佐伯家当主であった事。第二に現在長森稲荷社で神体として掲げられている巻物図像が重真の作である事。第三に世代が一致する事（重真の祖父・兵右衛門重康は元禄14年（1701年）9月2日没 行年64、父・市太夫重純は正徳4年（1714年）8月17日没 行年38、重真は安永5年（1776年）8月21日没 行年71）。第四に重真の母（市太夫重純 内室・德壽院殿妙榮日久大姉）が中原与兵衛の娘として比定し得る程の篤信家であった事（大本山池上本門寺第23世・慈雲院日潤が重真の母に与えた十界曼荼羅が存在する。安立寺所蔵）の4点が挙げられる。
4. ↑  佐伯家は鎌倉時代から江戸時代までの約700年に亘り在郷領主として当地一帯を治め、建久年間には館内に「飯室の釋迦堂」と呼ばれた持仏堂を建立したが、この釈迦堂が室町時代後期に安立寺となった。詳細は安立寺を参照。
5. ↑  “主僧”とは住職の事であるが、元文5年（1740年）当時に日現という名の住職は確認できない。但し9世・勇海院日忍と10世・妙成院日朝の没年に45年の開きがある事から、実際には日現が在位したものの何らかの理由で歴世として名が残らなかった可能性も否定できない。
6. ↑  “安政三年丙辰二月初午/別當法言山二十世玄薩院日應代”銘がある。
7. ↑  貫通部分の貫が欠損している為に中山鳥居のようになっている。
8. ↑  左の幟立てに“明治卅八年/二月初午/建之/登戸石工 吉沢光信”銘がある。
9. ↑  変体仮名で“登（と）久（く）”と表記されている。
10. ↑  出家寺である妙廣寺に帰山した後は‟智泰院”と称した。
11. ↑  現・大分県日田市中津江村。日曻の在山当時は東京都浅草区永住町（現・東京都台東区元浅草二丁目）に存在したが、昭和11年（1936年）8月に現在地に遷された。
12. ↑  現・長光山妙蓮寺（神奈川県横浜市港北区）
13. ↑  超八山妙蔵寺（静岡県伊豆市八木沢）の塔頭寺院。かつては本覺坊の他に學圓坊・圓乗坊もあったが現在は三ヶ寺とも妙蔵寺に合併されている。
14. ↑  安立寺入山時に‟隆正院”から‟玄明院”に改めた。